# نیلس سیلفورسکیولد
نیلس سیلفورسکیولد (سوئدی: Nils Silfverskiöld؛ ۳ ژانویه ۱۸۸۸ – ۸ اوت ۱۹۵۷) ژیمناست هنری اهل سوئد بود.
وی در مسابقات کشوری و بین‌المللی در مجموع برندهٔ ۱ مدال طلا شده‌است.